# Asplenium brachyopterum
Asplenium brachyopterum là một loài dương xỉ trong họ Aspleniaceae. Loài này được T.Moore & Houlston mô tả khoa học đầu tiên năm 1852.
Danh pháp khoa học của loài này chưa được làm sáng tỏ. 